# Polară (variabilă cataclismică)
În astronomie, o (stea) variabilă cataclismică magnetică (MCV, acronim al cuvântului din engleză magnetic cataclysmic variable), sau polară (din engleză polar), este un sistem binar variabil cataclismic care posedă un puternic câmp magnetic.
Cuvântul „polar” face referire la lumina polarizată pe care o emite.